# Sargon II
Sargon II, właśc. Szarru-kin II (akad. Šarru-kīn, biblijny Sargon) – władca Asyrii, który panował w latach 722–705 p.n.e. W wyniku przewrotu wojskowego w czasie oblężenia Samarii obalił Salmanasara V. Ojciec Sennacheryba, założyciel dynastii Sargonidów. Jego żoną była królowa Atalia.

## Imię
Jego rodzime, akadyjskie imię brzmi Šarru-kīn i znaczy „prawowity król”. W Biblii, w której wzmiankowany jest on tylko raz, w Księdze Izajasza, jego imię Šarru-kīn uległo zniekształceniu i zapisywane było w następujący sposób:
| imię Šarru-kīn w zapisie biblijnym       | miejsce w Biblii          | miejsce w Biblii |
| imię Šarru-kīn w zapisie biblijnym       | Księga Izajasza (Iz 20:1) |                  |
| ---------------------------------------- | ------------------------- | ---------------- |
| zapis hebrajski w Kodeksie Leningradzkim | סַרְגּוֹן /sar·go·vn/         |                  |
| zapis grecki w Septuagincie              | αρνα /arna/               |                  |
| zapis łaciński w Wulgacie                | Sargon                    |                  |

W polskich przekładach Biblii władca ten występuje zwykle pod imieniem Sargon:
| Biblia gdańska           | Sargon |
| Biblia poznańska         | Sargon |
| Biblia warszawsko-praska | Sargo  |
| Biblia Tysiąclecia       | Sargon |
| Biblia warszawska        | Sargon |
| Przekład Nowego Świata   | Sargon |

W Kanonie Ptolemeusza Sargon występuje pod imieniem Arkeanos.

## Kwestia pochodzenia
Wstąpił na tron po królu Salmanasarze V, prawdopodobnie jako przedstawiciel bocznej linii królewskiej. Jego pochodzenie i związki z dynastią nie są jasne, nie jest znane nawet prawdziwe imię władcy (Sargon to imię tronowe, przyjęte po intronizacji). Przypuszcza się, że mógł być dowódcą wojskowym w armii Tiglat-Pilesera III, może nawet jego synem i bratem Salmanasara V. Istnieje też możliwy związek pokrewieństwa pomiędzy żonami Tiglatpilesara III i Sargona II (dane archeologiczne zdają się wskazywać, że zostały pochowane w jednym grobowcu). Oprawa ideologiczna, jaką przydał swemu panowaniu Sargon, wskazuje jednak, że jego prawa do tronu były podważane (imię Sargon to nawiązanie do Sargona Akadyjskiego, który był uzurpatorem).

## Polityka wewnętrzna
Przez pierwsze lata władzy zwalczał opozycję wobec swoich rządów wewnątrz państwa. Buntowały się miasta, w tym Aszur, pradawna święta stolica państwa. Sargon II zjednał mieszczan obietnicami ulg podatkowych i zwolnień z robót przymusowych na rzecz państwa. Przyciągnął do siebie elitę kapłańską, przywracając świątyniom dawne przywileje.

## Interwencja w Babilonii
W 720 p.n.e. pod miastem Der został pokonany przez wrogą koalicję wojsk babilońskich i elamickich, przez co musiał na 10 lat zrezygnować z walki o władzę nad Babilonią, utraconą w czasie buntów w samej Asyrii. Panowanie Marduk-apla-iddiny II w Babilonii odbiło się niekorzystnie na gospodarce kraju, ponieważ plemiona chaldejskie zakłócały handel i wymuszały okup od miast babilońskich. Sytuacja w Syrii zmusiła Sargona II do tymczasowego zaniechania planów odzyskania Babilonii.
W latach 710–709 p.n.e. pokonał swego największego wroga, króla Babilonu Marduk-apla-iddinę II, dzięki czemu odzyskał Babilonię. W wyniku licznych wojen Sargon II zbudował potężne imperium asyryjskie dominujące na Bliskim Wschodzie.

## Kampanie do Syrii i Judy
Po utracie Babilonii na rzecz Marduk-apal-iddiny II król Sargon II wyprawił się na zachód do księstw Syrii objętych rebelią. W 720 r. p.n.e. w bitwie pod Karkar pokonał buntowniczego protegowanego, Jau-bi’diego, króla Hamat i króla Gazy, Hanuna. W wyniku tej bitwy przyłączył do swojego imperium Samarię, zasiedloną wyłącznie przez Żydów, i utworzył z niej asyryjską prowincję Samerinę. Sprowadził do niej osiedleńców, a część ludności żydowskiej, tzw. Dziesięć Zaginionych Plemion Izraela, deportował do Mezopotamii i Medii. Społeczeństwo powstałe w wyniku tych interwencji stworzyło synkretyczną religię Samarytan, antagonistycznie nastawionych wobec Żydów. Samaria rozdzielała dwa regiony zamieszkałe przez nich: Galileę i Judeę. W 716 r. armia Sargona zdobyła też Aszdod (por. Iz 20,1). Wyprawy objęły również część Syrii.
W 712 p.n.e. pokonał popierany przez Egipcjan bunt wasali palestyńskich: Aszdodu, Judy (Ezechiasza), Moabu i Edomu.

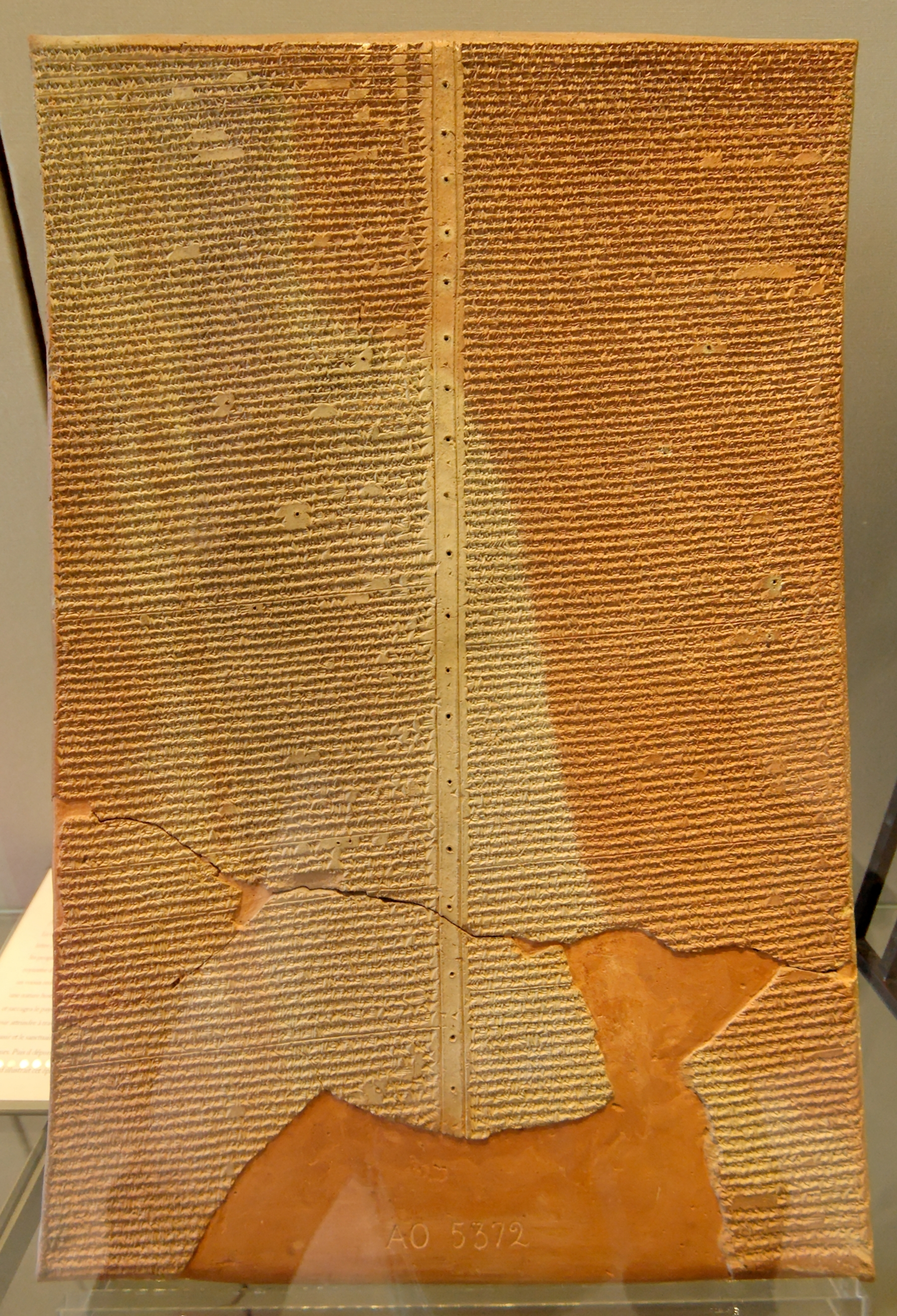
tabliczka terakotowa zapisana pismem klinowym zawierająca opis wyprawy Sargona II przeciwko Urartu; Luwr (AO 5372)

## Wojna z Urartu
W 714 r. p.n.e. asyryjska armia wyprawiła się przeciwko Urartu. Kampania ta szczegółowo opisana została w Liście do boga Aszura. Sargon II wyruszył do prowincji Zamua, a stamtąd na północ do ziem swojego wiernego lennika Ullusunu. Następnie skierował się przeciwko królestwom Zikritu i Urartu. Władca Zikritu Metatti nie stawiał oporu Asyryjczykom, ponieważ postanowił wspólnie bronić się z Urartyjczykami w górskich przełęczach. Gdy Sargon II dowiedział się o koncentracji wojsk przeciwników, wyruszył przeciwko nim. Śmiałym atakiem swoich wojsk w przełęczy (dotąd niezidentyfikowana) pokonał liczną koalicję, zadając jej ciężkie straty. Rusa I pod wrażeniem klęski i z obawy przez dalszą ofensywą asyryjską w głąb Urartu opuścił stolicę Tuszpę i schronił się w górach, gdzie – jak podają źródła asyryjskie – zmarł z żałości:
Zaległ jak kobieta w połogu: nie zezwolił, by żywność i napitek dotknęły jego ust; sam ściągnął na siebie nieuleczalną chorobę
Ucieczka władcy urartyjskiego załamała dalszą obronę, dlatego Sargon II nie napotykając większego oporu, posunął się głęboko na północ od jeziora Wan, jednak stolicy Tuszpy nie atakował. W drodze powrotnej jedynie Urzanu, władca lokalnego księstwa Musasir odmówił poddania się Asyryjczykom. Król asyryjski nakazał głównym siłom marsz powrotny, natomiast osobiście z oddziałem tysiąca jezdnych rozpoczął szturm na miasto. Dążył do przykładnego ukarania niepokornego miasta, będącego ośrodkiem kultu boga Chaldi, narodowego boga Urartu. Sargon przybył w momencie uroczystości koronacyjnych odbywających się w Musasir. Zdobycie tego silnie ufortyfikowanego miasta miało też silny wymiar propagandowy. Posągi boga Chaldi i jego małżonki oraz bogaty skarbiec Asyryjczycy wywieźli do Asyrii, a mieszkańców deportowali.
Sargon obłożył także trybutem państewka w huryckiej krainie Nairi (pomiędzy jeziorem Wan a Asyrią).

## Działalność budowlana
W 713 p.n.e. rozpoczął budowę nowego pałacu i stolicy – Dur-Szarrukin, co znaczy „twierdza Sargona” (dzisiejsze Chorsabad). Dwór przeniósł się tam w 706 p.n.e.

## Śmierć króla i następstwa
Zginął w czasie wyprawy wojennej przeciw Kimmerom w Tabalu (zbuntowanemu regionowi i ludowi) pod przywództwem buntownika Gurdîego w 705 p.n.e. Asyryjczykom nie udało się odzyskać ciała co w ich wierze oznaczało skazanie duszy władcy na wieczną, niespokojną tułaczkę po ziemi. Samo wydarzenie miał spowodować jakiś potworny grzech Sargona II i doprowadzić do odwrócenia się od niego Bogów. 
Syn i następca Sargona II - Sennacheryb, najpewniej cierpiał na zespół stresu pourazowego (PTSD) po śmierci ojca, nie mogąc poradzić sobie z tą katastrofą i jej teologicznym znaczeniem. W efekcie owego Sennacheryb zdystansował się od Sargona. Nie wybudował ani nie napisał niczego ku pamięci poprzednika, oraz pozbywał się jego wizerunków. Pośpiesznie i niedbale pochował królową Sargona II - Atalię. Porzucił również niedawno ukończone i zbudowane z myślą o dworze królewskim, Dur- Szarrukin - nową stolicę. Sennacheryb jednak nie darował sprawy ojca bez walki. W 704 p.n.e. Wysłał wojska do Tabalu aby zabić Gurdiego i spróbować odzyskać ciało poprzedniego monarchy. Nie wiemy czy cele to zostały osiągnięte.
W efekcie Sargon II został zapomniany. Pozostał taki aż do ponownego odkrycia w XIX wieku. Do tego czasu był pomijany chociażby w Kronice norymberskiej, gdzie w miejscu Sargona II nie było nikogo i po jego poprzedniku był jego następca.